# Molophilus biaga
Molophilus biaga är en tvåvingeart som beskrevs av Günther Theischinger 1992. Molophilus biaga ingår i släktet Molophilus och familjen småharkrankar. Inga underarter finns listade i Catalogue of Life.